# Isla del Sol
Isla Del Sol est une île bolivienne située sur le lac Titicaca. Elle a une longueur de 9,6 km pour 4,6 km de large et une superficie de 14,3 km2. C'est la plus grande île du lac. Son nom originel était Isla Titikaka, et c'est elle qui a donné son nom au grand lac. L'île fait partie du département de La Paz et de la province de Manco Kapac.

## Géographie

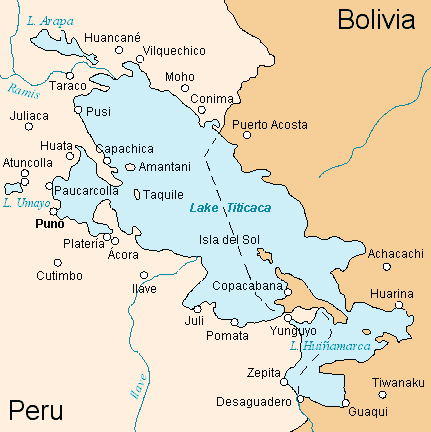
Situation de l'Isla Del Sol sur le lac Titicaca.

Géographiquement, le terrain est dur et rocheux, l'île est vallonnée avec de nombreux eucalyptus. Elle possède un relief accidenté avec beaucoup de terrasses aménagées pour l'agriculture par les anciens peuples amérindiens. Le point culminant de l'île est le Cerro Chequesan qui, avec une altitude de 4 075 mètres, dépasse de 265 mètres au-dessus du niveau du lac Titicaca.
La plus grande partie de l'île est peuplée d'indiens d'origine Quetchua et Aymara, lesquels s'occupent d'artisanat et d'élevage. On y parle les langues ancestrales, mais aussi la langue espagnole. Les principales activités économiques de l'île sont l'agriculture, la pêche et le tourisme qui permet d'améliorer l'économie de subsistance.
L'île, d'une population totale de 1 984 habitants en 2001, regroupe deux communautés villageoises, celle de Cha'llapampa peuplée de 1 306 habitants et celle de Yumani peuplée de 678 habitants.

## Histoire

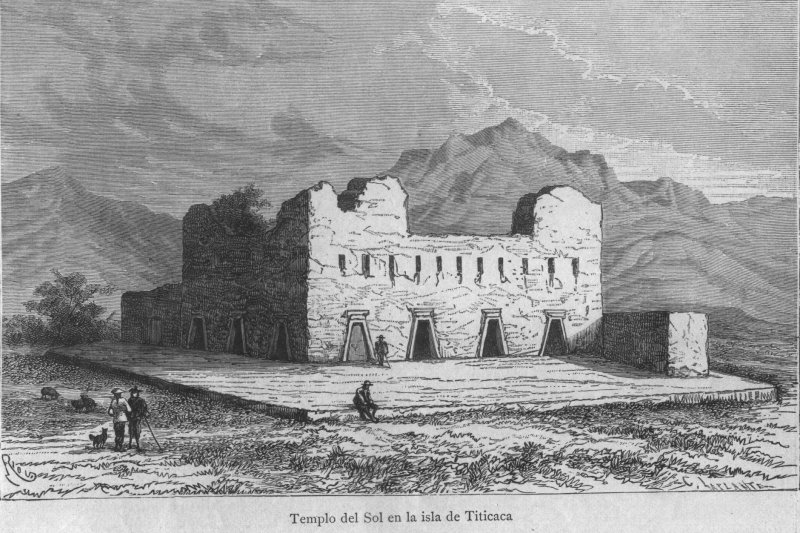
Le Temple du Soleil sur l'Isla Del Sol (dessin de 1887).

Il y a plus de 80 ruines sur l'île. La plupart d'entre elles datent de la période Inca vers le XVe siècle apr. J.-C. Les archéologues ont découvert des preuves que les gens vivaient sur l'île dès le troisième millénaire avant notre ère. À l'époque des Incas, l'île était un sanctuaire. Il s'y trouvait un temple avec des vierges dédiées au dieu Soleil ou Inti. De là provient le nom de l'île.
Un peu partout sur l'Isla del Sol se trouvent des sites archéologiques. Parmi eux, il faut mentionner la Roca Sagrada (Roche sacrée) ou Roche des origines, qui selon les chroniques fut l'endroit d'où partirent Manco Capac et Mama Ocllo pour fonder la cité de Cuzco. Ainsi, la Isla del Sol, dans la mythologie des Incas joue un rôle très important. Très visités également, la Chinkana ou labyrinthe, ainsi que le Palacio de Pilkokaina (palais de Pilkokaina), tous deux datant de l'époque inca.

### Histoire de l'occupation
L'île a été continuellement occupée depuis au moins 2200 avant J.-C. jusqu'à aujourd'hui. Il y a une occupation significative du début de la période formative (1800-1100 av. J.-C.), du milieu de la période formative (1100-500 av. J.-C.) et de la période formative supérieure (500 av. J.-C. - 500 apr. J.-C.).
La plus ancienne poterie enregistrée sur l'île date d'entre 1426 et 1316 avant J.-C.
Plus important encore, l'île abrite une importante colonie Tiwanaku (Tiahuanaco). Le site de Chucaripupata était un site rituel majeur de l'Empire Tiwanaku situé au-dessus du Titi Qala, que les Incas ont rendu célèbre.
Tous ces sites sont situés sur le côté ouest de l'île.

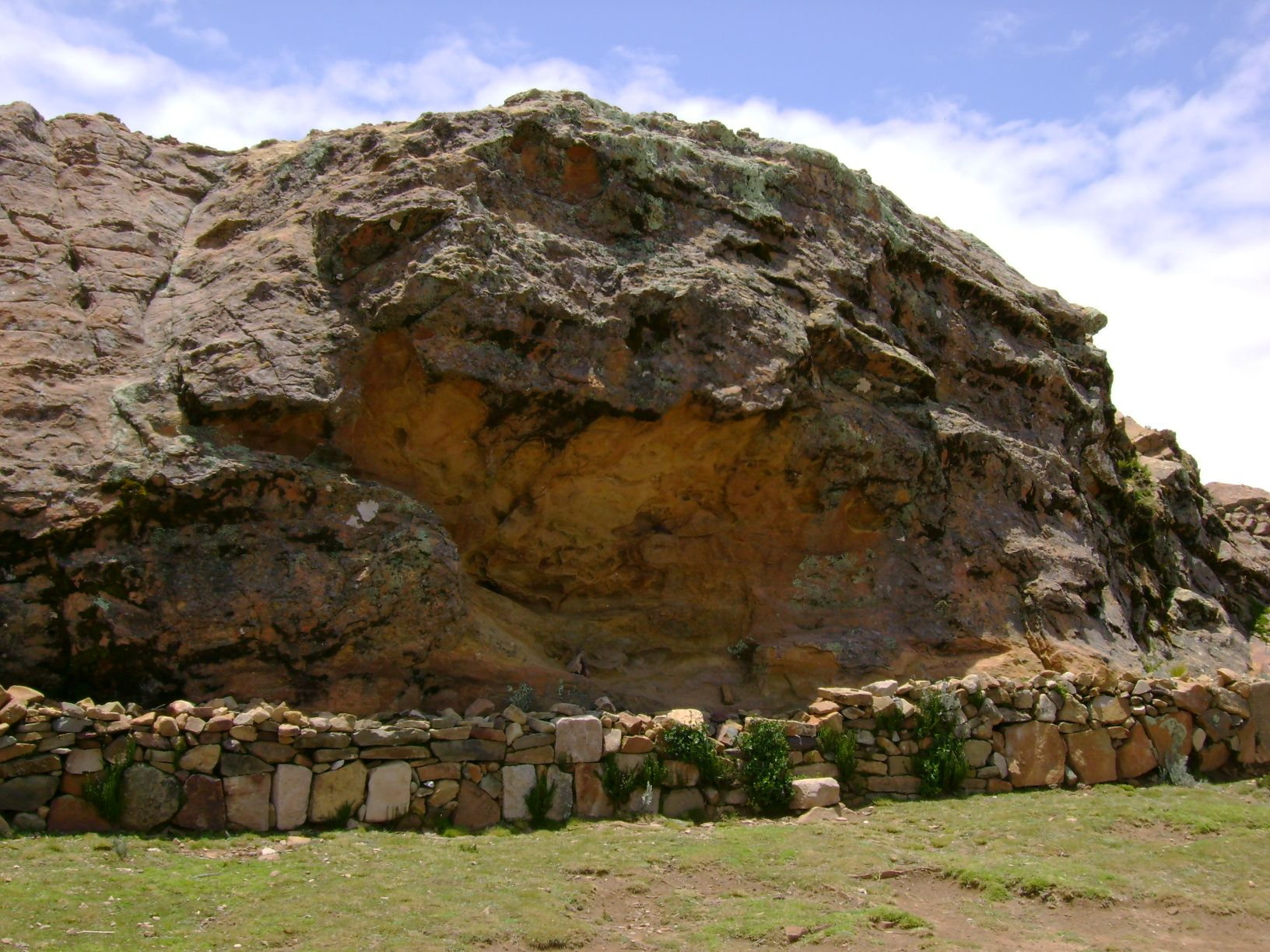
Titi Qala, l'endroit de l'île sacré pour les Incas

Chucaripupata n'est qu'à quelques centaines de mètres de Titi Qala, et immédiatement au-dessus d'eux se trouve un affleurement rocheux connu sous le nom de Murokata. Il est donc possible que Murokata ait été le "rocher sacré" de la culture Tiwanaku.
Les preuves archéologiques indiquent que ni Murokata ni Titi Qala n'étaient utilisés pendant la période intermédiaire tardive (ca AD 1000-1450). Avec la conquête de la région sud du Titicaca par les Incas, la zone de Titi Qala a été convertie en l'une des destinations de pèlerinage les plus importantes de l'État inca, au même titre que le célèbre oracle de Pachacamac sur la côte juste au sud de Lima.
Les recherches archéologiques sous-marines menées au large de l'île du Soleil de 1989 à 1992 ont permis de découvrir des objets incas et tiahuanaco. Ceux-ci sont maintenant exposés dans un musée de site à Challapampa. Aujourd'hui, l'économie de l'île repose principalement sur les revenus du tourisme, mais l'agriculture de subsistance et la pêche sont largement pratiquées.

## Transports
L'Isla del Sol est située à environ un kilomètre de la terre ferme, à savoir la ville bolivienne de Copacabana, d'où partent en général deux bateaux par jour pour rejoindre l'île, à 8h30 et 13h. Quatre bateaux rejoignent Copacabana depuis l'isla del sol a 8h, 10h, 14h et 15h. Il n'y a pas de véhicules à moteur, les routes sont pavées sur l'île. Toutes les marchandises sont transportées à dos de mule et les déplacements se font à pied.

## Images

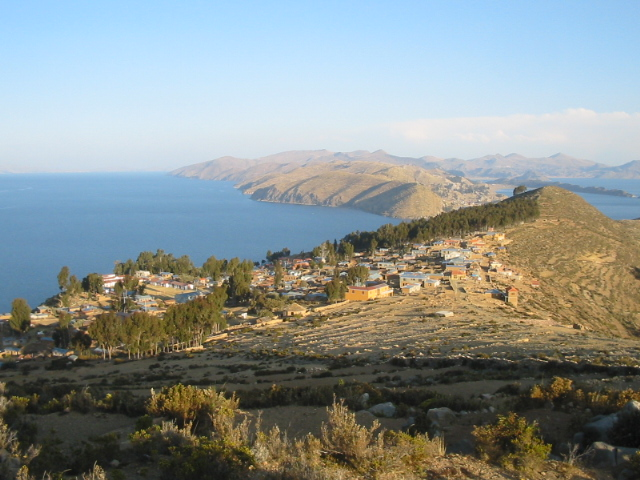
Photo prise du sommet de l'Isla del Sol.
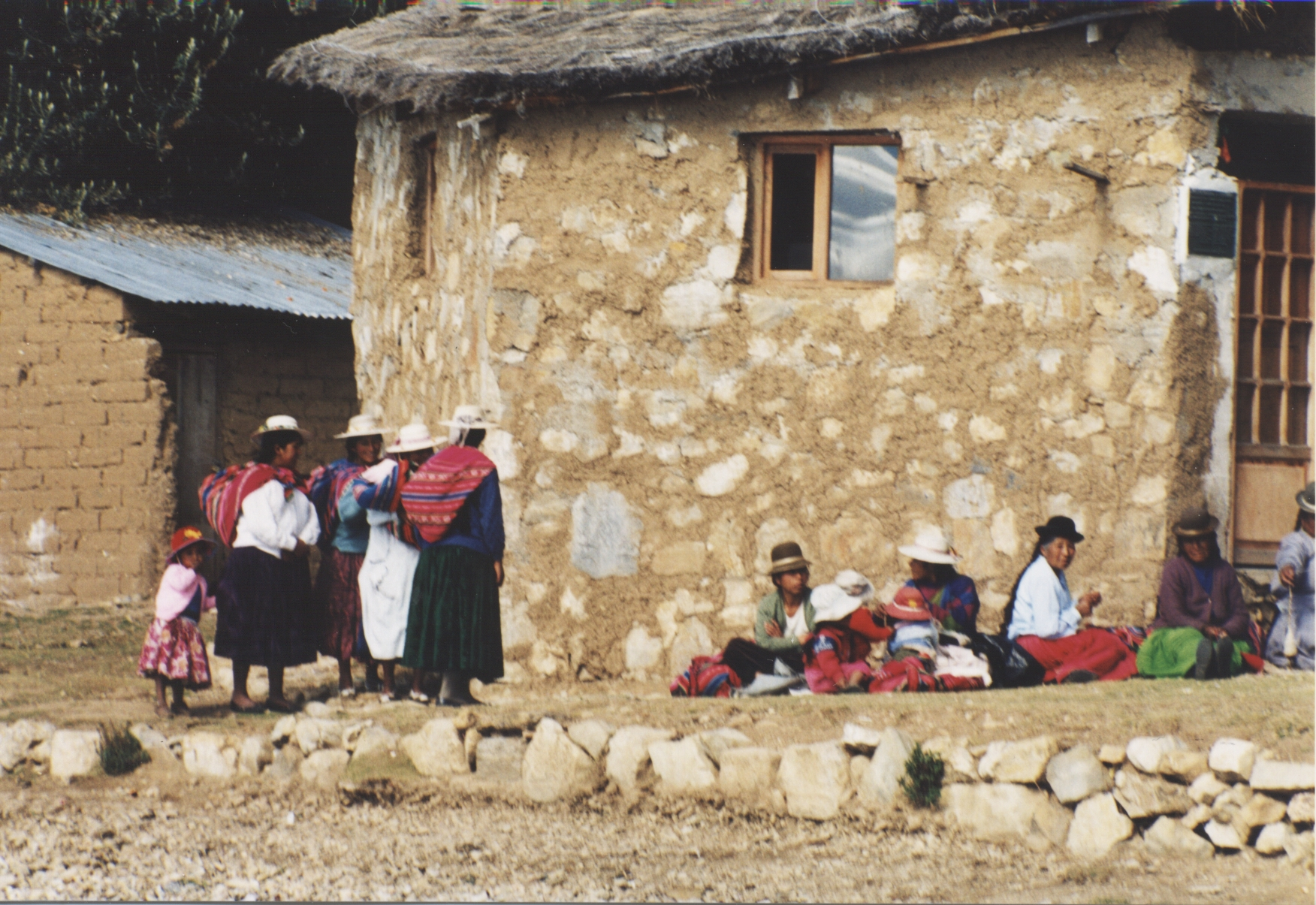
Femmes indiennes.
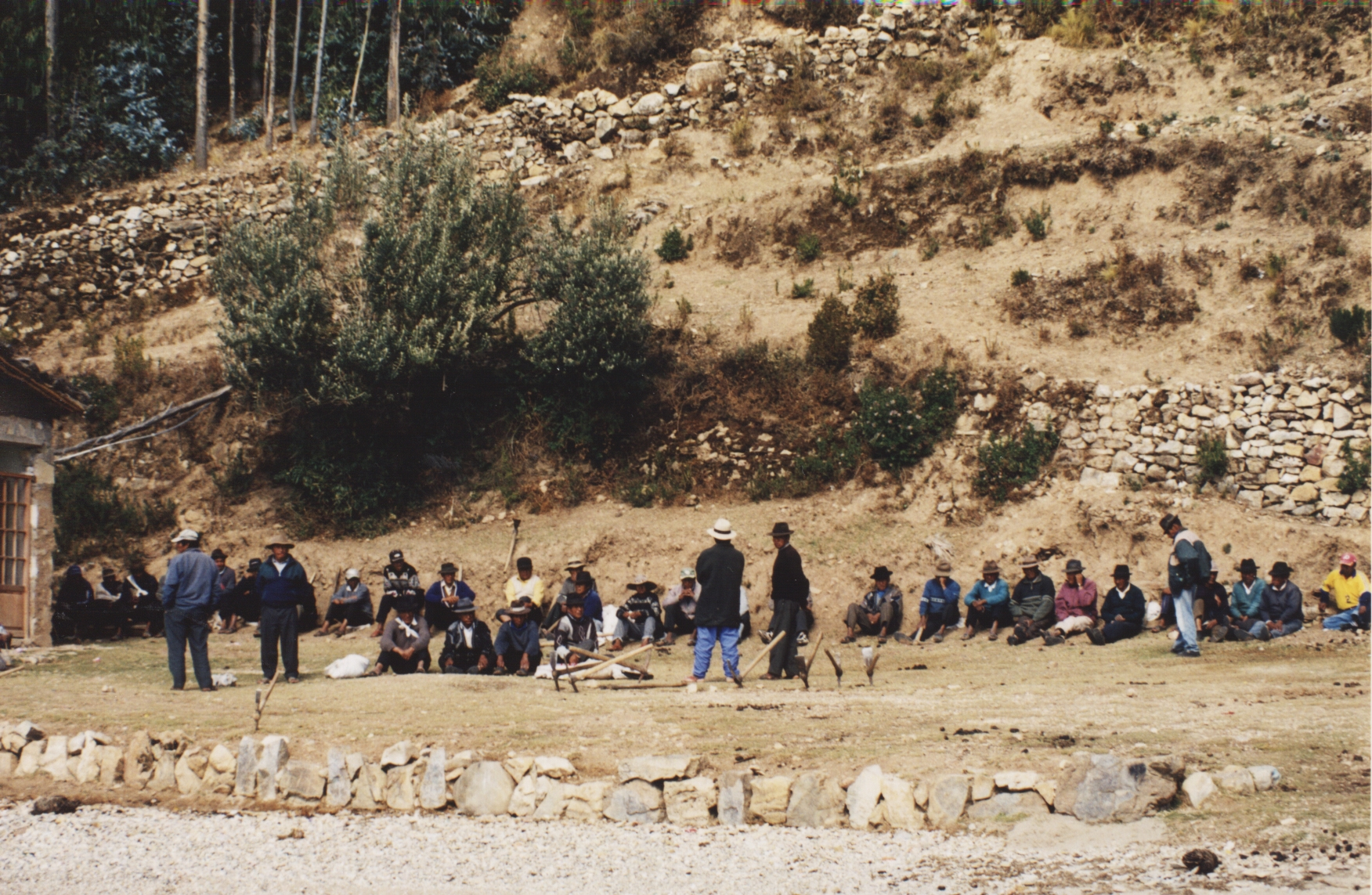
Hommes indiens.
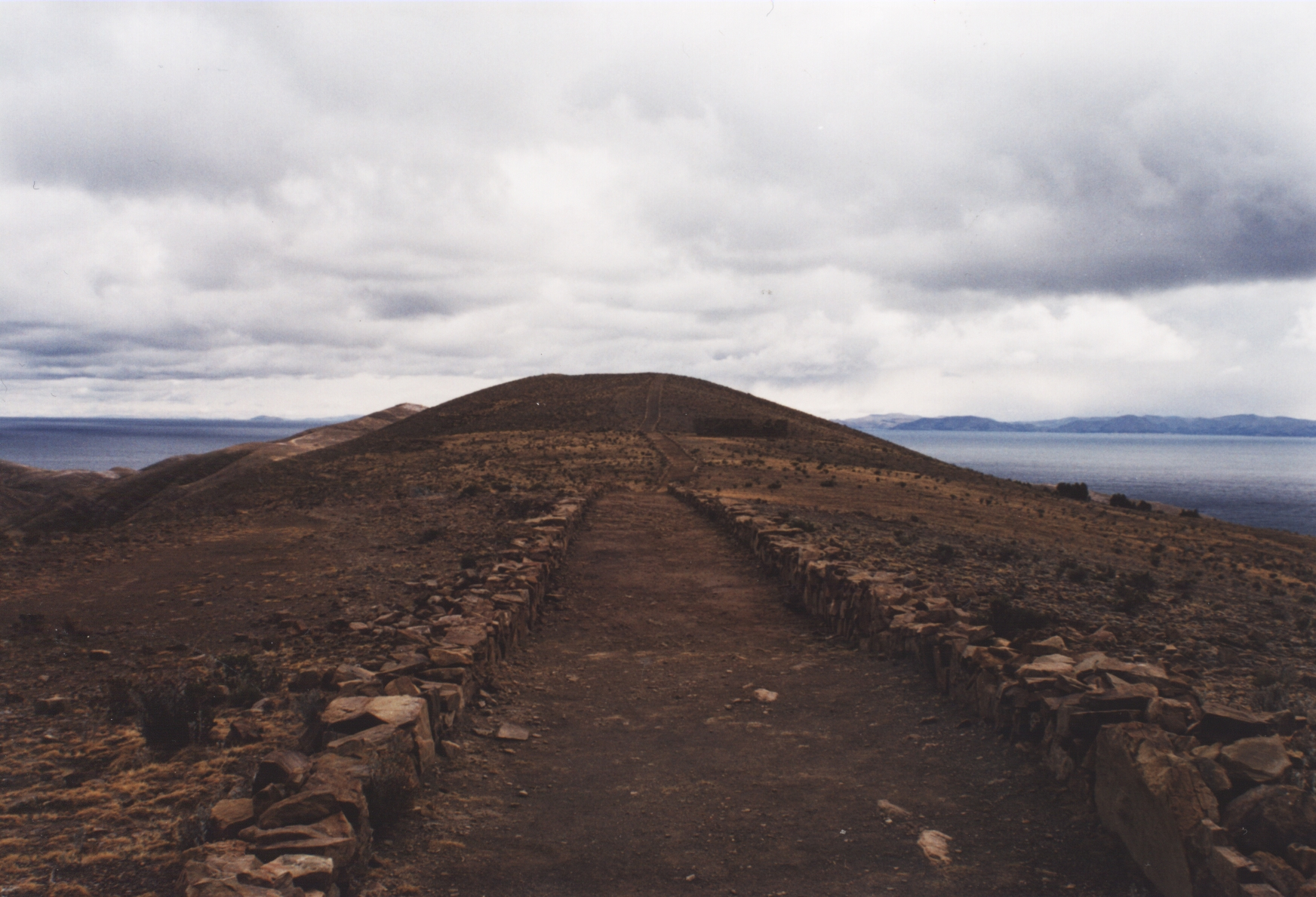
Route Inca.
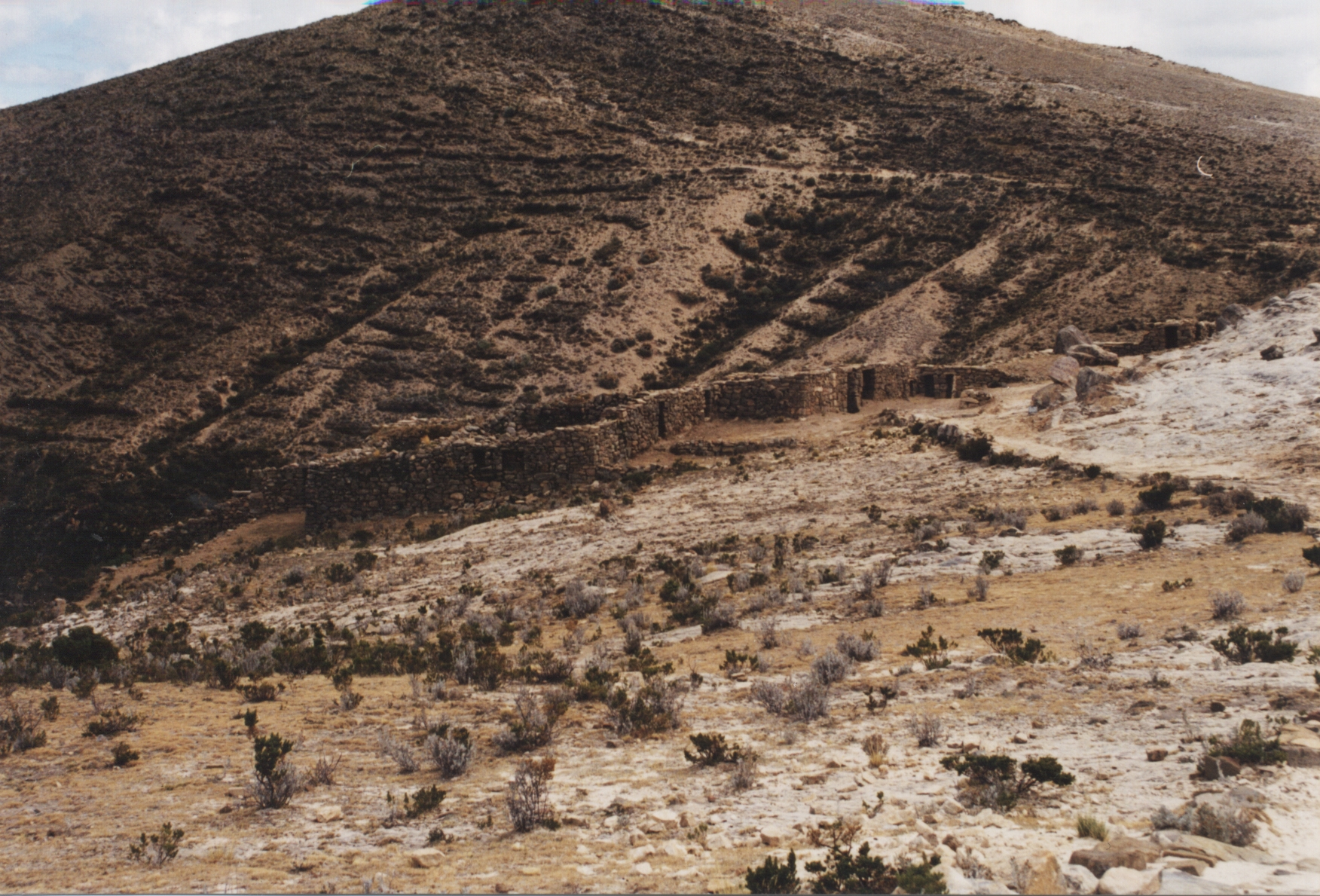
Ruines Incas.
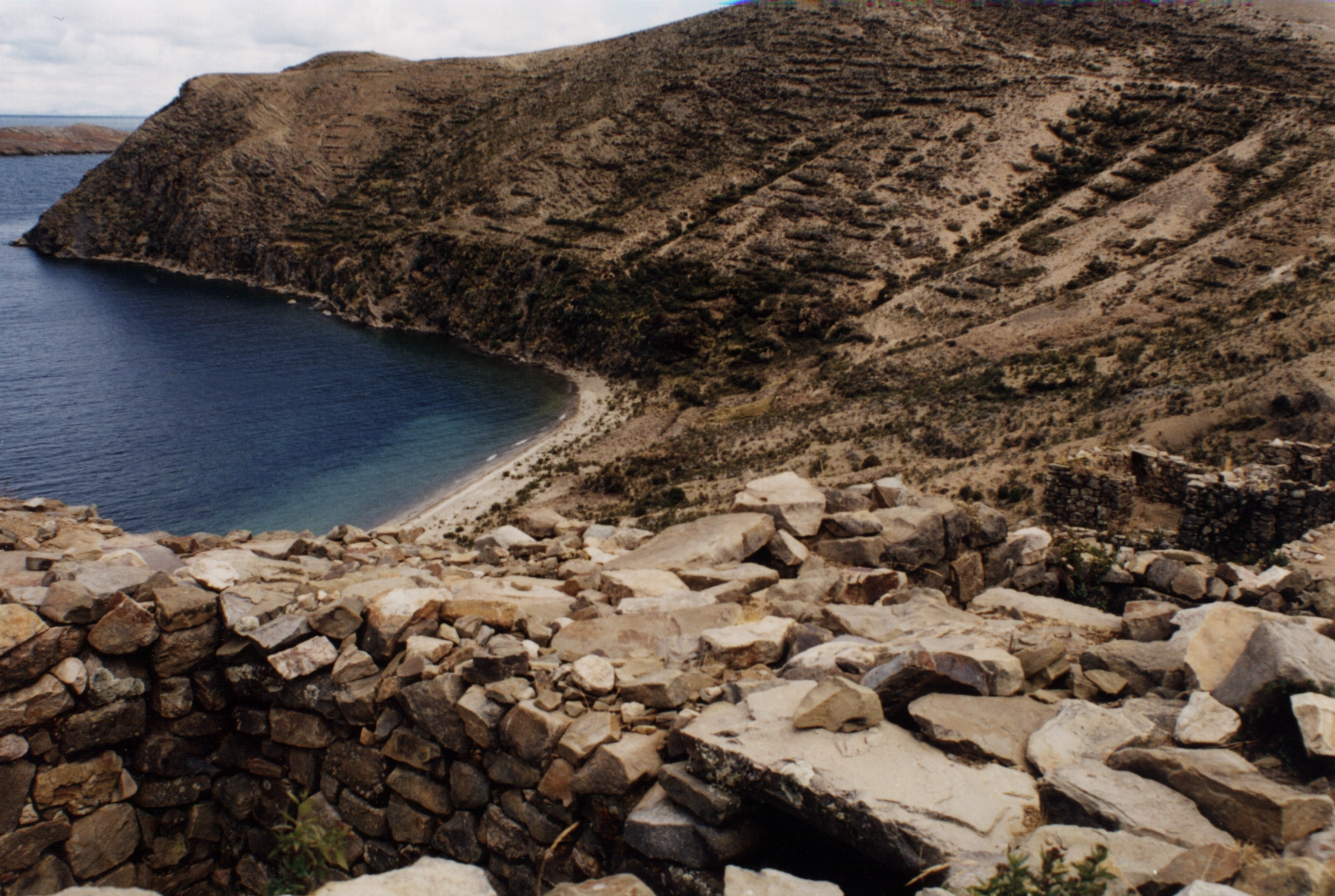
Crique.
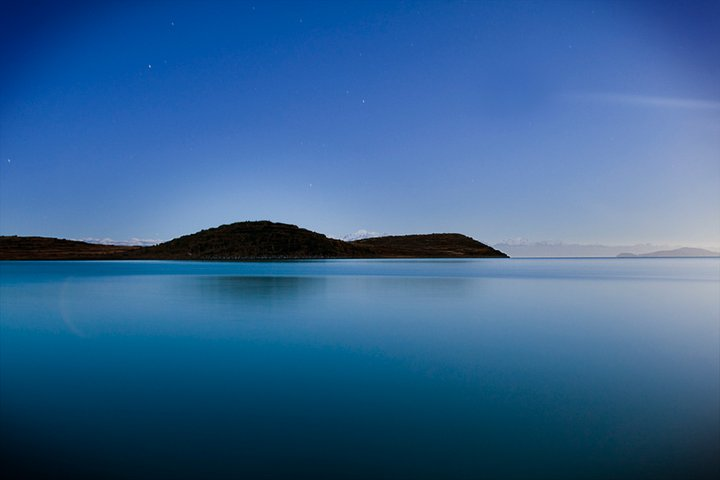
Rives, de nuit.
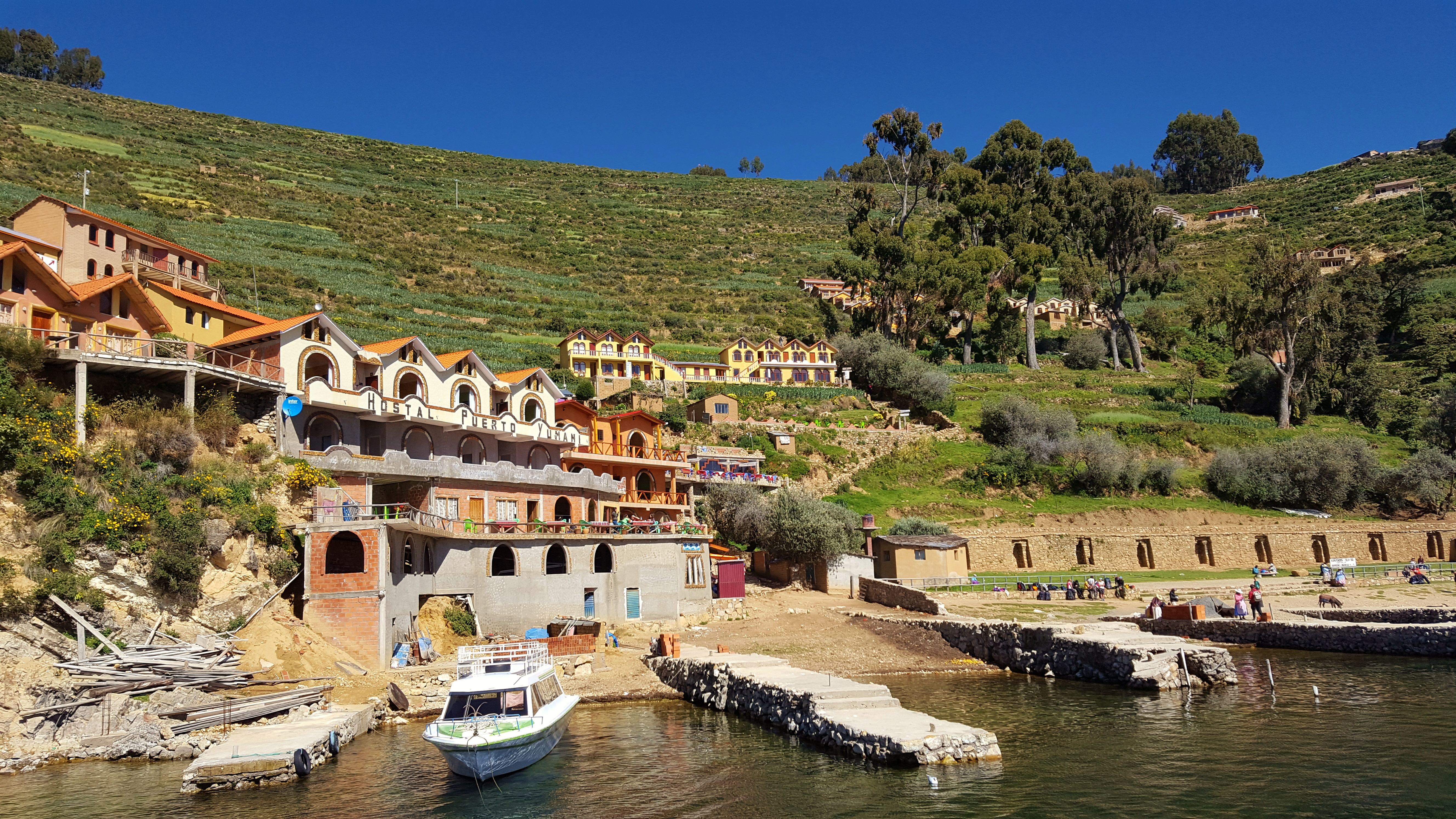
Quais au sud de l'île.